# 佩德罗·达·丰塞卡
佩德罗·达·丰塞卡（Pedro da Fonseca，1528年—1599年），文艺复兴时期欧洲葡萄牙的耶稣会会士。为著名的神学家之一。16世纪时，他是埃武拉大学的名誉校长，后来他又在罗马长期工作。曾幫助路易斯·德·莫林納（Luis de Molina）創莫林納主義。